# Henri Huklenbrok
Hermann Joseph Henri (Henri) Huklenbrok (Brussel, ca. 1870-1875 - 1942) was een beloftevol Belgisch kunstschilder uit de late 19de eeuw die door omstandigheden wat in de vergetelheid is geraakt.

## Levensloop

### Student in de schilderkunst in Parijs
De brieven van zijn vriend en leeftijdsgenoot kunstschilder Henri Evenepoel aan zijn vader zijn de belangrijkste getuigenissen die we over Henri Huklenbrok bezitten.
Huklenbrok was leerling van J. P. Laurens aan de Académie Julian in Parijs. Hij was ook leerling van Gustave Moreau.
In januari 1895 maakte hij kennis met Henri Evenepoel die ook in Parijs kwam studeren. Ze werden goede vrienden die zich niet alleen in het picturale maar evenveel in de muziek vonden: Evenepoel was een behoorlijk dilettant pianist, Huklenbrok idem dito op de cello. Ze kwamen regelmatig bijeen in Evenepoels atelier om er te musiceren: bewerkingen voor piano en cello, maar ook sonates voor de beide instrumenten.
Een andere goede vriend van Huklenbrok (en Evenepoel) was Henri Matisse, toen ook nog student schilderkunst in Parijs. In juli-augustus 1896 reisden Huklenbrok en Matisse samen naar Bretagne (Belle-Île-en-Mer).
Op 4 december 1896 bezochten de vrienden Henri Evenepoel, Henri Huklenbrok, Henri Matisse, Eugène-François Marten, Paul-Louis Baignères en Pierre-Julien-Albert Braut samen het atelier van hun vriend-kunststudent Charles Milcendau, om er een reeks tekeningen te bekijken die hij in zijn geboortestreek, de Vendée, had gemaakt.
Later in december 1896 reisden Evenepoel en Huklenbrok samen terug naar Brussel op er de kerstvakantie door te brengen. Onderweg bezochten ze Saint-Quentin (om er de pastels van Latour te bewonderen) en het Museum voor Schone Kunsten in Rijsel.
In 1897 (of ervoor) bezocht hij Nederland, o.a. Volendam.
Evenepoel vertelt een anekdote over de aanvaarding van Huklenbrok voor het Salon 1897 de la Société Nationale des Beaux-Arts : Van zijn tien inzendingen werden er twee weerhouden : "Hoekje van een interieur", "Interieur met naakt", en twee tekeningen: "Vrouwenportret", "Portret van een jonge man". In de aanloop tot de selecties zat Huklenbrok met zijn vader in het Parijse restaurant Marguery. Zijn vader beloofde hem 200 francs indien hij geselecteerd zou zijn. Wat dus gebeurde. Een euforische Huklenbrok trakteerde zijn vrienden Evenepoel en Matisse op een etentje, aan hetzelfde tafeltje waar hij met zijn vader de wedding had afgesloten.

### Tentoonstelling in Brussel
Huklenbrok en Evenepoel hielden samen een tweemansexpositie in de Cercle Artistique et Littéraire in Brussel. Deze liep van 4 tot 13 november 1899. Ze kwamen er speciaal voor over uit Parijs. Het zou Evenepoels laatste evenement worden: kort nadien werd hij ernstig ziek in Parijs en overleed er in het ziekenhuis, op oudejaarsdag 1899.

## Zeldzame werken
D. Derrey-Capon schrijft in een voetnoot in haar editie van de brieven van Evenepoel aan zijn vader dat Huklenbrok geestelijk gestoord zou geweest zijn in een latere periode. Zijn familie zou zijn oeuvre vernietigd hebben omdat ze er niets waardevols in zagen (of, zoals Derrey volgens een oudere getuigenis suggereert, omdat het te gewaagd was). Daarom is er van Huklenbroks oeuvre vandaag zo goed als geen spoor meer te vinden. Evenepoel bezat een stilleven van hem (te zien op een foto van zijn Parijse atelier; afb. in: Lettres à mon père).
Huklenbrok bezat een schilderijtje van Evenepoel: "La boite à musique" (1895; DDC96). De opdracht "à mon ami Huklenbrok" is overschilderd.

## Tentoonstellingen
- Parijs, Salon de la Société Nationale des Beaux-Arts, 1897 : “Hoekje van een interieur”, “Interieur met naakt”, “Vrouwenportret”, “Portret van een jonge man”
- Parijs, Salon de la Société Nationale des Beaux-Arts, 1898 : “De Maas te Dordrecht”
- Antwerpen, 1898. Driejaarlijks Salon
- Parijs, Salon de la Société Nationale des Beaux-Arts, 1899 : “Een herfstbezoek. Interieur”, “Versailles in de maand maart”, “De eendenpoel (Holland)”
- Brussel, 1899, Cercle Artistique et Littéraire (tweemanstentoonstelling samen met Henri Evenepoel)
- Antwerpen, 1901. Driejaarlijks Salon
- Gent, Salon 1902 : “Interieur”, “Gezicht op de Seine in augustus”